# Гіл
Гіл, Гі́лас (грец. Hylas) — син царя дріопів Тейодаманта (варіант: Тейомена), улюбленець Геракла, якого супроводив у поході аргонавтів. Під час зупинки корабля «Арго» біля узбережжя Місії Гіл пішов до джерела по воду. Наяди, зачаровані вродою юнака, заманили його на дно джерела. Засмучений Геракл розшукав Гіла, а тим часом «Арго» поплив далі. Мешканці Ліосу щороку влаштовували свята, під час яких підіймалися на гору й кликали Гіла. Жрець біля джерела приносив жертви і тричі вигукував ім'я Гіла, йому відповідала луна. Міф про Гіла оспіваний у творчості Вергілія, Овідія, Гете та інших поетів давнини й сучасності.